# Alucita bridarollii
Alucita bridarollii är en fjärilsart som beskrevs av José A. Pastrana 1951. Alucita bridarollii ingår i släktet Alucita och familjen mångfliksmott, (Alucitidae). Inga underarter finns listade i Catalogue of Life.